# Ectodermo

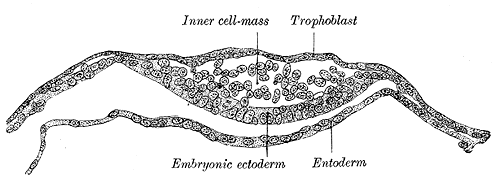
Sección del disco embrionario de Vespertilio murinus.

El ectodermo (del griego έξω [ecxo], «fuera», y -δέρμα [-derma], «piel») es una de las tres capas germinales del embrión. Las otras dos son el mesodermo (capa intermedia) y endodermo (capa proximal). El ectodermo es la capa más externa (distal). Es la primera en formarse, durante la fase de blástula del desarrollo embrionario y más adelante da lugar a las otras dos durante la gastrulación.
De forma general, el ectodermo se diferencia para formar el sistema nervioso (médula espinal, nervios periféricos y cerebro), el esmalte dental y la epidermis (las partes externas del integumento). También forma el revestimiento de la boca, ano, fosas nasales, glándulas sudoríparas, pelo y uñas.
Emerge primero del epiblasto durante la gastrulación y forma la capa externa de las capas germinativas.

## Historia
El biólogo ruso Heinz Christian Pander fue el primero en describir las tres capas germinales que se forman durante la embriogénesis. Partiendo del concepto de las láminas germinales propuesto por Pander, Karl Ernst von Baer amplió las investigaciones a un gran número de especies diferentes, siendo capaz de extender este principio a todos los vertebrados.

## Partes del ectodermo

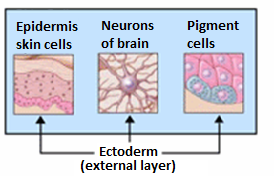
Órganos derivados del ectodermo

En los vertebrados, el ectodermo puede formarse por invaginación o epibolia y se divide en dos partes: ectodermo externo (o ectodermo superficial), y neuroectodermo cresta neural y tubo neural.

### Ectodermo externo
A partir del ectodermo externo se diferenciarán los tejidos epiteliales:
- Pelos.
- Uñas.
- Plumas.
- Cuernos.
- Pezuñas.
- Boca y epitelio de la cavidad nasal.
- Córnea.
- Glándulas de la piel.
- Glándulas mamarias.

### Neuroectodermo

#### Células de la cresta neural
A partir de la cresta neural se forman los melanocitos, el sistema nervioso periférico, el cartílago facial y los dientes.

#### Tubo neural
El tubo neural se diferencia en diferentes tejidos del sistema nervioso:
- Cerebro (romboencéfalo, mesencéfalo y prosencéfalo).
- Médula espinal y nervios motores.
- Retina.
- Neurohipófisis.